# Żarka nad Nysą
Żarka nad Nysą (do 31 grudnia 2002 Żarka) – wieś w Polsce położona w województwie dolnośląskim, w powiecie zgorzeleckim, w gminie Pieńsk.

## Podział administracyjny
W latach 1975–1998 miejscowość administracyjnie należała do województwa jeleniogórskiego. 1 stycznia 2003 nastąpiła zmiana nazwy wsi z Żarka na Żarka nad Nysą.

## Położenie
Miejscowość położona przy Nysie Łużyckiej, graniczy z Niemcami a dokładnie z miejscowością Kunnersdorf. Wieś jest położona przy drodze wojewódzkiej nr 351.

## Krótki opis
W miejscowości tej znajdował się Ośrodek Tresury Psów Służbowych WOP, przemianowany  na Ośrodek Tresury Psów Służbowych Straży Granicznej. Wcześniej w tym miejscu stacjonowała Strażnica WOP Żarka.

## Zabytki
Do wojewódzkiego rejestru zabytków wpisany jest:
- kościół ewangelicki, obecnie rzymskokatolicki filialny pw. św. Józefa, z XVII w., 1700 r.